# Павлов, Михаил Яковлевич
Михаи́л Я́ковлевич Па́влов (бел. Міхаіл Якаўлевіч Паўлаў, 1 сентября 1952, д. Ордать Шкловского р-на Могилёвская область — 6 июня 2010, Минск) — белорусский государственный деятель. Председатель Минского городского исполнительного комитета (28 марта 2000 — 10 июня 2009).

## Биография
Окончил Могилёвский машиностроительный институт (1983) и Академию народного хозяйства при Правительстве Российской Федерации (1992). Имеет специальности инженера-механика по оборудованию и технологии сварочного производства, ведущего специалиста по управлению — менеджера высшей квалификации. Кандидат технических наук.
Награждён орденом Почёта Республики Беларусь, международной наградой «Факел Бирмингема», орденом Отечества III степени (апрель, 2010 г.), орденом Святого Владимира, орденом Преподобного Сергия Радонежского III степени. Имеет две благодарности Президента Республики Беларусь, почетную грамоту Совета Министров Республики Беларусь, благодарность Президента Украины. Заслуженный работник промышленности Республики Беларусь, почётный гражданин г. Минска.
Трудовую деятельность начал электросварщиком в межколхозной строительной организации Воложинского р-на Минской обл. После службы в армии работал на Барановичском комбинате сенажных башен, прошёл путь от электросварщика до директора этого комбината. После этого в течение десяти лет возглавлял коллектив Барановичского завода торгового машиностроения. С 1997 г. — председатель Барановичского горисполкома. С марта 2000 г. по июнь 2009 г. — председатель Минского горисполкома. Член Совета Республики Национального собрания Республики Беларусь (2000, 2004).
Скончался 6 июня 2010 года после тяжёлой продолжительной болезни. Похоронен на Восточном кладбище Минска.

## Награды
- Орден Отечества III степени (5 апреля 2010) — за плодотворный труд, значительный личный вклад в строительство многопрофильного культурно спортивного комплекса «Минск-Арена»[2],
- Орден Почёта (5 июня 2003) — за значительный вклад в социально-экономическое развитие республики, создание реальных условий для повышения уровня жизни населения, добросовестное исполнение служебных обязанностей[3],
- Почётное звание «Заслуженный работник промышленности Республики Беларусь»,
- Две Благодарности Президента Республики Беларусь,
- Почётная грамота Совета Министров Республики Беларусь,
- Почётная грамота Правительства Москвы (11 ноября 2008) — за большой вклад в развитие сотрудничества между Москвой и Республикой Беларусь[4].
- Благодарность Президента Украины,
- Орден Святого Владимира,
- Орден Преподобного Сергия Радонежского III степени,
- Международная награда «Факел Бирмингема».
- В юношестве не безуспешно занимался боксом. Имел разряд Кандидата в Мастера спорта.

## Память

Надгробный памятник на Восточном кладбище Минска

- Парку в Московском районе Минска присвоено имя М. Я. Павлова (церемония открытия парка и присвоения парку имени М. Я. Павлова состоялась 1 сентября 2012 года — в день 60-летия со дня рождения М. Я. Павлова.
- В Парке Павлова в районе остановочного пункта «Школа» установлен памятный знак в честь М. Я. Павлова, а сам остановочный пункт переименован[5] в «Парк Павлова».
- В Минске ежегодно проводится профессиональный женский турнир по теннису Международной теннисной федерации «Кубок Павлова»[6].
- Решением Барановичского городского исполнительного комитета от 20 мая 2024 года N1492 Барановичской специализированной детско-юношеской школе олимпийского резерва по боксу и теннису было присвоено имя Михаила Яковлевича Павлова. В 1998 году на посту председателя Барановичского ГИК им было принято решение о создании данного учреждения на базе городского ФОКа, по адресу: пр-т Советский 17.